# 葉陽后
叶阳后（?—?），為中國東周戰國時代女性，名不詳，她是秦昭襄王的王后。據推測應該為楚國公主或王族女子，秦悼太子的生母。《汉书》张敞传：“臣闻秦王好淫声，叶阳后为不听郑卫之乐。”颜师古注引孟康解释为“叶阳，秦昭王后也。”但是根据王子今據《论衡》考证，葉陽后可能是華陽的誤寫。